# Cronologia do futebol
Esta é uma cronologia da história do futebol.

## Década de 1840
- 1845 no futebol: São regulamentadas as regras do rugby por alunos da Rugby School.
- 1848 no futebol: Henry de Winton e John Charles Thring regulamentam as regras de Cambridge.

## Década de 1850
- 1857 no futebol: São regulamentadas as regras de Sheffield
- 1857 no futebol: Sheffield Football Club, o clube de futebol mais antigo do mundo, é fundado em Londres, Inglaterra (24 de outubro).

## Década de 1860
- 1860 no futebol: Hallam Football Club, o segundo clube mais antigo de futebol do mundo, é fundado em Sheffield, Inglaterra (4 de setembro). O primeiro jogo mais antigo do futebol entre North Counts Club e Hallam F.C. ocorre no estádio Sandygate Road, em Sheffield, Inglaterra (26 de dezembro).
- 1862 no futebol: A primeira partida registrada de futebol da África do Sul entre os soldados da guarnição britânica e os funcionários da administração colonial ocorre na Cidade do Cabo (23 de agosto).[1] Notts County Football Club, o segundo clube de futebol profissional mais antigo do mundo, é fundado (28 de novembro).
- 1863 no futebol: Representantes de 12 clubes e escolas se reúnem na Freemason's Tavern, na Great Queen Street, no centro de Londres (23 de outubro).[2] A Football Association, a associação mais antiga de futebol do mundo, é fundada na Inglaterra (26 de outubro) unificando as regras de Cambridge, Sheffield e Rugby. A bola de futebol é utilizada oficialmente pela primeira vez no jogo do amistoso em Boston, Estados Unidos (7 de novembro).[3] As primeiras regras do jogo (The Laws of the Game) são escritas por Ebenezer Cobb Morley e aprovadas em uma reunião da Football Association (8 de dezembro).[4][5][6] O futebol e o rugby separam-se (8 de dezembro) e o rugby cria asua própria associação a Rugby Football Union.[7]
- 1864 no futebol: A primeira partida de futebol com as 14 regras do jogo é disputada (9 de janeiro).[8]
- 1867 no futebol: Youdan Cup, a competição de futebol mais antiga do mundo, é realizada com 12 times em Sheffield, Inglaterra (16 de fevereiro a 5 de março; 9 de março no jogo de terceiro lugar). A primeira partida registrada de futebol da Argentina acontece em Buenos Aires (20 de junho).
- 1868 no futebol: Cromwell Cup, a segunda competição mais antiga de futebol do mundo, é realizada em Sheffield, Inglaterra (1, 8 e 15 de fevereiro).
- 1869 no futebol: A primeira partida do futebol intercolegial ocorre em Glasgow onde o Rutgers vence Princeton por 6 a 4 (6 de novembro).[9][10]

## Década de 1870
- 1870 no futebol: O primeiro jogo internacional não-oficial é realizado no Kennington Oval entre a Inglaterra e a Escócia que empatam por 0 a 0 (5 de março).
- 1871 no futebol: A Inglaterra empata com a Escócia por 1 a 1 (25 de fevereiro). O Secretário Honorário da Football Association, Charles William Alcock cria a Copa da Inglaterra (FA Cup ou Football Association Challenge Cup), a competição mais antiga de futebol do mundo (20 de julho). Começa a primeira edição da Copa da Inglaterra, a competição mais antiga de futebol do mundo (11 de novembro). A Inglaterra derrota a Escócia por 2 a 1 em Londres (18 de novembro).
- 1872 no futebol: Termina a primeira edição da Copa da Inglaterra (16 de março). Wrexham A.F.C., o primeiro clube galês, é fundado (28 de setembro). O primeiro jogo internacional oficial é jogado entre a Escócia e a Inglaterra que empatam por 0 a 0 em Glasgow (30 de novembro).[11]
- 1873 no futebol: A Associação Escocesa de Futebol é fundada (13 de março).
- 1874 no futebol: A primeira Copa da Escócia é vencida por 2 a 0 pelo Queen's Park Football Club contra Clydesdale Football Club (21 de março).
- 1876 no futebol: Kjøbenhavns Boldklub, o clube esportivo dinamarquês, é fundado (26 de abril).
- 1878 no futebol: Manchester United, o clube inglês, é fundado como Newton Heath LYR F.C. (25 de maio). O primeiro jogo noturno de futebol no uso de iluminação artificial durante a noite ocorre em Bramall Lane, Sheffield entre as equipes escolhidas pela Associação de Sheffield e pelos clubes locais (14 de outubro).[12][13]
- 1879 no futebol: O FC St. Gallen, um clube suíço, é fundado na cidade de São Galo (19 de abril).

## Década de 1880
- 1880 no futebol: A primeira partida registrada de futebol da Austrália acontece em Sydney (14 de agosto).[14][15] A Associação Norte-Irlandesa de Futebol é fundada (18 de novembro).[16]
- 1881 no futebol: Andrew Watson faz sua estreia da Seleção Escocesa de Futebol, vence a Inglaterra por 6 a 1 e torna-se o primeiro futebolista negro do mundo (12 de março).
- 1882 no futebol: A International Football Association Board (IFAB) é fundada pelas Associações de Futebol da Inglaterra, Escócia, Gales e Irlanda (6 de dezembro)
- 1884 no futebol: O torneio mais antigo de equipes nacionais, British Home Championship, é realizado nas Ilhas Britânicas (26 de janeiro a 29 de março).
- 1885 no futebol: O Arbroath FC vence o Bon Accord FC por 36 a 0 pela Copa da Escócia, sendo a maior goleada da história do futebol do mundo (12 de setembro).[17] O primeiro jogo internacional não-europeu entre os Estados Unidos e o Canadá é realizado em Nova Jérsei onde o Canadá vencem os Estados Unidos por 1 a 0 (28 de novembro).
- 1886 no futebol: O Arsenal Football Club é fundado em Londres (22 de dezembro).
- 1887 no futebol: Club de Gimnasia y Esgrima La Plata, um clube esportivo argentino, é fundado na cidade de La Plata, província de Buenos Aires e torna-se a primeira equipe de futebol da América do Sul (3 de junho). O Hamburgo SV, um clube de futebol alemão, é fundado (29 de setembro).
- 1888 no futebol: A Football League, o campeonato mais antigo de futebol do mundo, é criada pelos doze times na Inglaterra (17 de abril). Os primeiros jogos da Football League são disputados (8 de setembro).[2]
- 1889 no futebol: A Associação Dinamarquesa de Futebol é fundada (18 de maio). Um clube de futebol neerlandês, HFC Haarlem, é fundado (1 de outubro). A Real Associação de Futebol dos Países Baixos é fundada (8 de dezembro).

## Década de 1890
- 1890 no futebol: As redes em cada uma das balizas são utilizadas numa partida de futebol pela primeira vez, na cidade de Bolton, em Inglaterra (1 de janeiro).[18] O estádio de futebol na Inglaterra, Ewood Park, é inaugurado (13 de setembro).
- 1891 no futebol: A primeira cobrança de pênalti é marcada pelo jogador inglês do Stocke City Football Club, John Heath para vencer o jogo do Campeonato Inglês de Futebol (The Football League) contra o Black Burn FC por 2 a 1 no Estádio de Molineux (14 de setembro).[19] também em 28 de setembro de 1891 foi fundado no Uruguai o Club Atlético Peñarol.
- 1892 no futebol: O Liverpool Football Club, um clube inglês, é fundado (15 de março).
- 1893 no futebol: A Associação de Futebol Argentino, a associação mais antiga da América do Sul, é fundada (21 de fevereiro). FC Basel (clube suíço) é criado como o (Futebol Clube do Porto clube português)
- 1894 no futebol: Charles Miller chega ao Brasil para trazer na bagagem duas bolas usadas, um par de chuteiras, um livro com as regras do futebol e uma bomba de encher bolas (18 de fevereiro).[20][21]
- 1895 no futebol: A primeira partida de futebol feminino entre Londres do Norte e do Sul é disputada na Inglaterra (23 de março). A primeira partida de futebol do Brasil acontece em São Paulo e é realizada entre funcionários de empresas inglesas (14 de abril).[22] A Federação Chilena de Futebol é fundada (19 de junho). O troféu original da FA Cup é roubado de uma vitrine em Birmingham onde ela tinha sido a exibição dos titulares cortesia Aston Villa (11 de setembro).[23] O Clube de Regatas do Flamengo é fundado em 17 de novembro.
- 1896 no futebol: FC Zurich, um clube suíço, é fundado (1 de agosto).
- 1897 no futebol: A primeira partida registrada de futebol da Hungria é disputada entre as duas equipes do Budapesti Torna Club (9 de maio).[24][25] Juventus Football Club, o clube italiano, é fundado em Turim (1 de novembro).
- 1898 no futebol: A Federação Italiana de Futebol é fundada (16 de março). O primeiro Campeonato Italiano de Futebol, organizado pela Federação Italiana de Futebol, acontece nas três partidas de um único dia em Turim (8 de maio).[26][27]É fundado o Club de Regatas Vasco da Gama, do Brasil, no Rio de Janeiro (21 de agosto).
- 1899 no futebol: É fundado o Club Nacional de Football, do Uruguai, em Montevidéu (14 de maio). Fútbol Club Barcelona, o clube espanhol, é fundado (29 de novembro).

## Década de 1900
- 1900 no futebol: A Federação Alemã de Futebol é fundada em Leipzig (28 de janeiro). A Associação Uruguaia de Futebol é criada (30 de março). O primeiro torneio de futebol nos Jogos Olímpicos é realizado com a participação dos três países em Paris (20 e 23 de outubro). A Associação Atlética Ponte Preta e o Sport Club Rio Grande nascem no Brasil (em 1900)
- 1901 no futebol: A Associação de Futebol da Tchéquia é fundada (19 de outubro).[28] É criado FC Luzern (time suíço). É oficialmente fundado o Clube Náutico Capibaribe (07 de abril) em Recife, Brasil.
- 1902 no futebol: Real Madrid Club de Fútbol, um clube espanhol, é fundado (6 de março). A Associação Norueguesa de Futebol é fundada (30 de abril). A primeira edição do campeonato nacional da Espanha chamado Copa do Rei (Copa del Rey) é disputada com cinco clubes espanhóis (13 a 16 de maio). Começa o Campeonato Paulista de Futebol, a liga de futebol mais antiga do Brasil. Fluminense Football Club, um clube brasileiro, é fundado (21 de julho). Um desastre no Ibrox Stadium deixa 25 pessoas mortas e 517 feridas durante uma partida internacional entre Escócia e Inglaterra (5 de abril). Em 13 de setembro de 1902, o Esporte Clube Vitória, fundado em 1899, realizou a sua primeira partida de futebol, no Campo da Pólvora.[29]
- 1903 no futebol: Grêmio Foot-Ball Porto Alegrense, um clube brasileiro, é fundado (15 de Setembro).
- 1904 no futebol: É fundado o Sport Lisboa e Benfica a 28 de Fevereiro. Federação Internacional de Futebol Associado (FIFA) é fundada pelas sete associações nacionais de futebol em Paris, na França (21 de maio).[30] O francês Robert Guérin é eleito o primeiro presidente da FIFA (22 de maio).[31] A Associação Sueca de Futebol é fundada (18 de dezembro), no Brasil nasce, o time carioca Botafogo Football Club em 12 de agosto.[32]
- 1905 no futebol: A primeira partida oficial de futebol da Grécia ocorre em Salônica (23 de abril). É fundado o Sport Club do Recife (13 de Maio). Em  22 de outubro de 1905 é disputado o primeiro jogo entre os clubes cariocas Botafogo e Fluminense conhecido como Clássico Vovô.[carece de fontes?]
- 1906 no futebol: O inglês Daniel Burley Woolfall é eleito o segundo presidente da FIFA (4 de junho).[31]
- 1907 no futebol: A Associação de Futebolistas Profissionais, a associação esportiva profissional mais antiga de todo o mundo, é fundada (2 de dezembro).[33]
- 1908 no futebol: O Clube Atlético Mineiro, clube brasileiro, é fundado (25 de março).
- 1909 no futebol: Em 4 de Abril é fundado o clube de futebol gaúcho, o Sport Club Internacional em Porto Alegre-RS.e o Coritiba Football Club, um clube brasileiro da Cidade de Curitiba - PR, é fundado (12 de Outubro) com o nome de Corytibano Football Club.

## Década de 1910
- 1910 no futebol: O time brasileiro Sport Club Corinthians Paulista é fundado em homenagem a turnê vitoriosa pela América do Sul do Corinthian FC da Inglaterra (1 de setembro).
- 1911 no futebol: O Flamengo  resolve em assembleia do dia 8 de novembro de 1911 fundar um departamento de esportes terrestres.[34]
- 1912 no futebol:  A União de Futebol da Rússia é fundada (6 de janeiro no calendário gregoriano; 19 de janeiro no calendário juliano).[35] Em 1 de Maio o Operário ferroviário esporte clube é fundado na cidade de Ponta Grossa no Paraná.  A Associação Canadense de Futebol é fundada (24 de maio). Em 14 de Abril o Santos Futebol Clube é fundado. Em 7 de julho de 1912 é disputado o primeiro Fla-Flu.[36]
- 1913 no futebol: A Federação de Futebol dos Estados Unidos é fundada (5 de abril).[37] O primeiro confronto entre Botafogo e Flamengo, também chamado Clássico da Rivalidade, ocorreu em 13 de maio de 1913.[38] A Real Federação Espanhola de Futebol é fundada (29 de setembro).
- 1914 no futebol: A Federação Portuguesa de Futebol é fundada (31 de março). A Sociedade Esportiva Palestra Itália, atualmente Sociedade Esportiva Palmeiras é fundada (26 de Agosto).
- 1915 no futebol: Primeira edição do Campeonato Paranaense
- 1916 no futebol: O primeiro Campeonato Sul-Americano de Futebol, atualmente chamada a Copa América, é realizado na Argentina (2 a 17 de julho). A Confederação Sul-Americana de Futebol (CONMEBOL) é fundada pelas quatro associações sul-americanas (9 de julho).
- 1917 no futebol: A primeira partida de futebol feminino da França é disputada (30 de setembro).
- 1918 no futebol: Em 1 de dezembro de 1918 é disputado o primeiro embate entre Corinthians e Flamengo conhecido como Encontro das Nações[39]
- 1919 no futebol: A Federação Francesa de Futebol é fundada (7 de abril). A Confederação Brasileira de Futebol é fundada (20 de agosto).[40] O Belenenses, da cidade de Lisboa é fundado em 23 de setembro

## Década de 1920
- 1920 no futebol: A primeira partida internacional de futebol feminino entre as inglesas e as francesas é disputada (29 de abril).
- 1921 no futebol: O Cruzeiro Esporte Clube, clube brasileiro, é fundado em 2 de janeiro de 1921 com o nome Palestra Itália. O francês Jules Rimet assume o terceiro presidente da FIFA (1 de março).[41] A Associação de Futebol do Japão é fundada (10 de setembro).[42] A Associação Egípcia de Futebol é fundada (25 de outubro).
- 1922 no futebol: Em em março de 1922 é disputado o primeiro Flamengo versus Vasco conhecido como Clássico dos Milhões.[43] A Federação Peruana de Futebol é fundada (23 de agosto). É fundado o Vitória Sport Clube, da cidade de Guimarães.
- 1923 no futebol: É fundado em Santa Catarina o Avahy Foot-ball Club (1º/set/1923). hoje é atualmente o Avaí FC. Em 11 de março de 1923 ocorreu o primeiro confronto entre os clubes cariocas Fluminense e Vasco da Gama conhecido como Clássico dos Gigantes.[44] Em 22 de abril de 1923 foi disputado o primeiro jogo entre Botafogo de Futebol e Regatas o Club de Regatas Vasco da Gama conhecido como Clássico da Amizade.[45]
- 1924 no futebol: A Federação Colombiana de Futebol é fundada (20 de julho). O Clube Atlético Paranaense é fundado em Curitiba e o Clube Atlético Juventus é fundado na Cidade de São Paulo.
- 1925 no futebol: A Federação Boliviana de Futebol é fundada (12 de setembro).
- 1926 no futebol: A Federação Venezuelana de Futebol é fundada (31 de janeiro).
- 1927 no futebol: A primeira transmissão de rádio de uma partida de futebol ocorre durante um jogo entre Arsenal e Shffield United no Highbury Stadium, em Londres (22 de janeiro).[46] A Federação Mexicana de Futebol é fundada (23 de agosto).
- 1928 no futebol: A proposta da Copa do Mundo é aprovada pela FIFA por 25 votos a favor, 5 votos contra (os países escandinavos) e uma abstenção (Alemanha) (28 de maio).[47]
- 1929 no futebol: O Uruguai é escolhido como sede da primeira Copa do Mundo pela FIFA numa conferência em Barcelona, Espanha (18 de maio).

## Década de 1930
- 1930 no futebol: A Associação de Futebol da Albânia é fundada (6 de junho). A primeira Copa do Mundo FIFA é realizada no Uruguai (13 a 30 de julho). No início do torneio, o jogador da Seleção Francesa de Futebol, Lucien Laurent, marca o primeiro gol da primeira Copa do Mundo FIFA, vencendo a Seleção Mexicana por 4 a 1 no Uruguai (13 de julho).[48] É fundado o São Paulo Futebol Clube (25 de Janeiro).
- 1931 no futebol: A Associação de Futebol de Montenegro é fundada (8 de março).
- 1934 no futebol: A Copa do Mundo FIFA é realizada na Itália (27 de maio a 10 de junho).
- 1935 no futebol: É refundado o São Paulo Futebol Clube (SPFC), um clube brasileiro, após um período turbulento (16 de dezembro).
- 1936 no futebol: O primeiro jogo ao vivo de futebol é transmitido pela televisão alemã que mostra o empate por 2 a 2 entre a Alemanha e a Itália (15 de novembro).[17]
- 1938 no futebol: A Copa do Mundo FIFA é realizada na França (4 de junho a 19 de junho).

## Década de 1940
- 1942 no futebol: O Botafogo Football Club se une, em 8 de dezembro, oficialmente ao Club de Regatas Botafogo, originando o Botafogo de Futebol e Regatas.[32]
- 1948 no futebol: O Campeonato Sul-Americano de Campeões é disputada em Santiago, Chile e é a primeira competição sul-americana de clubes (11 de fevereiro a 17 de março).
- 1949 no futebol: Um acidente aéreo, conhecido como Tragédia de Superga, que mata toda a equipe do Torino Calcio choca com a fachada da Basílica de Superga, perto de Turim após disputar um amistoso contra o Benfica (4 de maio).

## Década de 1950

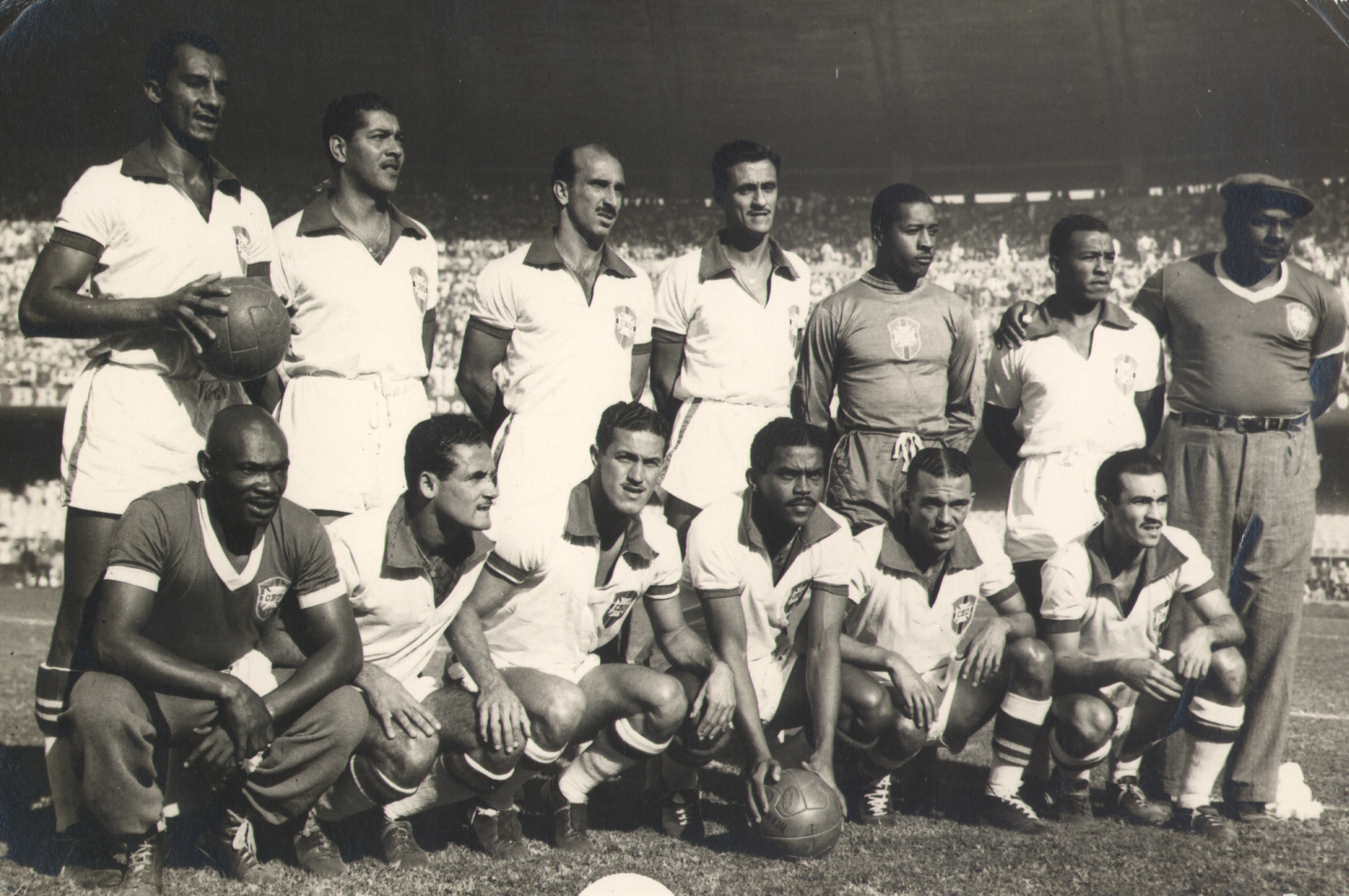
Seleção Brasileira na Copa do Mundo de 1950. Arquivo Nacional

- Seleção Brasileira na Copa do Mundo de 1950. Arquivo Nacional1950 no futebol: A Copa do Mundo FIFA é realizada no Brasil (24 de junho a 16 de julho). Recorde mundial de público: 199.854 espectadores, Final da Copa de 1950 (Brasil 1 x 2 Uruguai).
- 1951 no futebol: A primeira edição da Copa Rio é disputada por 8 equipes de países da Europa e América do Sul em São Paulo e no Rio de Janeiro, Brasil (30 de junho a 22 de julho). A Sociedade Esportiva Palmeiras se sagra campeã mundial.
- 1952 no futebol: A primeira edição do Campeonato Pan-americano de Futebol é disputada em Santiago, Chile (16 de março a 20 de abril). A segunda edição da Copa Rio é disputada por 8 equipes de países da Europa e América do Sul em São Paulo e no Rio de Janeiro, Brasil (13 de julho a 2 de agosto). O Fluminense Football Club sagra-se campeão.
- 1954 no futebol: A Confederação Asiática de Futebol (AFC) é fundada em Manila, nas Filipinas (8 de maio).[49] A União das Associações Europeias de Futebol (UEFA) é fundada em Basileia, Suíça (15 de junho). A Copa do Mundo FIFA é realizada na Suíça (16 de junho a 14 de julho). O primeiro jogo da transmissão de televisão na Copa do Mundo ocorre em Lausana, quando a Iugoslávia vence a França por 1 a 0 (16 de junho). O belga Rodolphe Seeldrayers assume o quarto presidente da FIFA (21 de junho).
- 1955 no futebol: A Taça dos Clubes Campeões Europeus (atual Liga dos Campeões da UEFA) é lançada em Viena (2 de março).[50]
- 1956 no futebol: A segunda edição do Campeonato Pan-americano de Futebol é disputada na Cidade do México, México (26 de fevereiro a 18 de março). O inglês Arthur Drewry assume o quinto presidente da FIFA (9 de junho).[51] A primeira edição da Copa da Ásia é realizada em Hong Kong (1 a 15 de setembro).
- 1957 no futebol: A Confederação Africana de Futebol (CAF) é fundada pelas cinco associações africanas em Cartum, Sudão (8 de fevereiro). A primeira edição da Copa das Nações Africanas é realizada em Cartum, Sudão (10 a 16 de fevereiro). A Federação Tunisiana de Futebol é fundada (29 de março).
- 1958 no futebol: O acidente aéreo do voo BE609 da empresa britânica British European Airways mata a equipe do Manchester United FC em Munique, Alemanha (6 de fevereiro). A Associação Alemã Oriental de Futebol é fundada (17 e 18 de maio). A Copa do Mundo FIFA é realizada na Suécia (8 de junho a 29 de junho).
- 1959 no futebol: É realizado o primeiro Campeonato Brasileiro de Futebol, sob a nomenclatura Taça Brasil, cujo campeão foi o Bahia, que derrotou o Santos de Pelé na final.

## Década de 1960
- 1960 no futebol: A terceira e última edição do Campeonato Pan-americano de Futebol é disputada em San José, Costa Rica (7 a 20 de março). A primeira edição do Campeonato Europeu de Futebol é realizada na França (6 a 10 de julho).
- 1961 no futebol: O inglês Sir Stanley Rous assume o sexto presidente da FIFA (28 de setembro).[51] A Confederação de Futebol da América do Norte, Central e Caribe (CONCACAF) é fundada (18 de dezembro).
- 1962 no futebol: A Copa do Mundo FIFA é realizada no Chile (30 de maio a 17 de junho).
- 1963 no futebol: O Campeonato Alemão de Futebol, conhecido como a Bundesliga, é criado (24 de agosto).[52] É estabelecido o recorde de público em jogos de clubes (15 de dezembro): 194.603 espectadores, que viram a final do Cariocão de 1963, Flamengo 0 x 0 Fluminense.[53]
- 1964 no futebol: Inicia-se a primeira edição da Liga dos Campeões da CAF, organizada pela Confederação Africana de Futebol (5 de abril).
- 1965 no futebol: Termina a primeira edição da Liga dos Campeões da CAF (7 de fevereiro).
- 1966 no futebol: A Taça Jules Rimet é roubada durante uma exibição pública no Westminster Central Hall, quatro meses antes da Copa do Mundo de 1966 (20 de março). Sete dias depois, a taça é encontrada por um cão chamado Pickles, embalada num jornal numa cerca-viva de um jardim em South Norwood, Londres. A Copa do Mundo FIFA é realizada na Inglaterra (11 de julho a 30 de julho). A Confederação de Futebol da Oceania (OFC) é fundada em Auckland, Nova Zelândia (15 de novembro).
- 1969 no futebol: A Guerra do Futebol é um conflito armado por quatro dias entre El Salvador e Honduras por causa de um jogo de futebol (14 a 18 de julho).

## Década de 1970
- 1970 no futebol: A Copa do Mundo FIFA é realizada no México (31 de maio a 21 de junho).
- 1971 no futebol: A primeira partida internacional feminina é realizada em Hazebrouck, onde a França vence os Países Baixos por 4 a 0 (17 de abril). O presidente do Kickers Offenbach, Horst-Gregorio Canellas, mostra uma gravação de áudio aos dirigentes da Federação Alemã de Futebol e alguns jornalistas durante uma festa de aniversário na sua casa  e fala sobre a manipulação das partidas do Campeonato Alemão de Futebol, conhecida como o Escândalo da Bundesliga (6 de junho).[54][55]
- 1973 no futebol: A primeira edição da Copa das Nações da OFC é realizada na Nova Zelândia (17 a 24 de fevereiro).
- 1974 no futebol: O brasileiro João Havelange assume o sétimo presidente da FIFA (11 de junho). A Copa do Mundo FIFA é realizada na Alemanha Ocidental (13 de junho a 7 de julho).
- 1975 no futebol: A primeira Copa Asiática de Futebol Feminino é realizada em Honcongue (25 de agosto a 3 de setembro).
- 1976 no futebol: Em uma fusão entre os clubes de Joinville, América FC e Caxias , surge o clube que a partir dali começaria a representar a cidade de Joinville (SC), o Joinville Esporte Clube.
- 1977 no futebol: O primeiro Campeonato Mundial de Futebol Sub-20 é realizado na Tunísia (27 de junho a 10 de julho). Pelé, do clube norte-americano New York Cosmos, participa da última partida contra o Santos Futebol Clube em Giants Stadium, em East Rutherford, Nova Jérsei, nos Estados Unidos, para despedir da carreira profissional de futebol (1 de outubro).[56]
- 1978 no futebol: A Copa do Mundo FIFA é realizada na Argentina (1 de junho a 25 de junho).
- 1979 no futebol: A Associação de Futebol das Ilhas Faroe é fundada (13 de janeiro).

## Década de 1980
- 1980 no futebol: Começa a realização do Mundialito de futebol de 1980 no Uruguai, comemorado os 50 anos da Copa do Mundo FIFA (30 de dezembro).
- 1981 no futebol: Termina o Mundialito de futebol de 1980 (10 de janeiro).O Clube de Regatas do Flamengo Vence a Copa Libertadores da América e o Mundial sobre o Liverpool
- 1982 no futebol: A Copa do Mundo FIFA é realizada na Espanha (13 de junho a 11 de julho).
- 1983 no futebol: O Grêmio é campeão da Copa Intercontinental (11 de dezembro) tornando-se o primeiro time gaúcho campeão do mundo. A Taça Jules Rimet, recebida pela Seleção Brasileira da Copa do Mundo FIFA do México, é roubada da sede da Confederação Brasileira de Futebol e depois derretida (20 de dezembro).
- 1984 no futebol: O primeiro Campeonato Europeu de Futebol Feminino é realizado nas cidades europeias (8 de abril a 27 de maio).
- 1985 no futebol: A tragédia do Estádio de Heysel na Bélgica deixa 39 pessoas mortas (29 de maio).
- 1986 no futebol: A Copa do Mundo FIFA é realizada no México (31 de maio a 29 de junho).
- 1989 no futebol: A tragédia de Hillsborough mata 96 torcedores do Liverpool durante a partida de futebol entre o Liverpool FC e o Nottingham Forest FC, no Estádio Hillsborough, na cidade de Sheffield, Inglaterra (15 de abril).

## Década de 1990
- 1990 no futebol: A Copa do Mundo FIFA é realizada na Itália (8 de junho a 8 de julho).
- 1991 no futebol: Diego Maradona, jogador argentino, é suspenso do futebol por quinze meses após ter sido pego em um exame antidoping na Itália (17 de março).[57] A primeira edição da Copa Ouro da CONCACAF é realizada nos Estados Unidos (28 de junho a 7 de julho). A primeira Copa do Mundo de Futebol Feminino é realizada na China (16 a 30 de novembro). A Federação de Futebol da Ucrânia é fundada (13 de dezembro).
- 1992 no futebol: A Copa Rei Fahd, a antecessora da Copa das Confederações, acontece na Arábia Saudita e é conquistada pela Argentina (15 a 20 de outubro).
- 1994 no futebol: A Copa do Mundo FIFA é realizada nos Estados Unidos (17 de junho a 17 de julho). O Palmeiras se torna octa-campeão Brasileiro
- 1995 no futebol: O Tribunal de Justiça da União Europeia, situado no Luxemburgo, dá razão ao futebolista belga Jean-Marc Bosman, no Caso Bosman (15 de dezembro).[58]
- 1998 no futebol: O suíço Sepp Blatter é eleito o oitavo presidente da FIFA (8 de junho).[31] A Copa do Mundo FIFA é realizada na França (10 de junho a 12 de julho).
- 1999 no futebol: O Palmeiras é considerado o campeão do século XX e vence a Taça Libertadores da América.

## Década de 2000
- 2000 no futebol: A FIFA organiza o seu primeiro Mundial de Clubes, o torneio é disputado no Brasil e teve como Campeão o Corinthians (5 a 14 de janeiro).
- 2001 no futebol: A Austrália goleia a Samoa Americana por 31 a 0 durante as eliminatórias da Copa do Mundo FIFA de 2002 e torna-se a maior goleada do futebol internacional (11 de abril).
- 2002 no futebol: A Copa do Mundo FIFA é realizada na Coreia do Sul e no Japão (31 de maio a 30 de junho). A primeira Copa do Mundo de Futebol Feminino Sub-19, organizada pela FIFA, é realizada no Canadá (17 de agosto a 1 de setembro). AS Adema vence SOE Antananarivo por 149 a 0 numa rodada do Campeonato de Futebol de Madagascar (31 de outubro).
- 2003 no futebol: NF-Board, a associação internacional de futebol dos países não-associados à FIFA, é fundada (12 de dezembro).[59] Cruzeiro E. C. conquista a Tríplice Coroa, com os títulos do Campeonato Mineiro, do Campeonato Brasileiro e da Copa do Brasil de Futebol no mesmo ano.
- 2005 no futebol: O árbitro Robert Hoyzer é condenado a dois anos e cinco anos de prisão por ter manipulado 11 jogos do futebol alemão (17 de novembro).[60]
- 2006 no futebol: Inicia o Escândalo da Serie A na história do Campeonato Italiano de Futebol (2 de maio).[61] A Copa do Mundo FIFA é realizada na Alemanha (9 de junho a 9 de julho). Após o Escândalo da Serie A, a Juventus, a Fiorentina e a Lazio são rebaixadas para a Série B e o Milan recebe as penalidades de 44 pontos para 2005-06 e 15 pontos para 2006-07 (14 de julho).[62]
- 2007 no futebol: O Conselho Sul-Americano de Novas Federações (CSANF), o organismo regional da NF-Board, é fundado (25 de maio).[63]
- 2008 no futebol: O Palmeiras se sagra campeão paulista.

## Década de 2010
- 2010 no futebol: O ônibus da equipe nacional de futebol de Togo, que viajam entre o Congo e Angola para a Copa das Nações Africanas, é atacado pelos rebeldes separatistas de Cabinda, enclave da província angolana, deixando três mortos e nove feridos (8 de janeiro). A Copa do Mundo FIFA é realizada na África do Sul, o primeiro país do continente africano (11 de junho a 11 de julho).
- 2012 no futebol: O Corinthians vence sua primeira Copa Libertadores 2012 invicta sobre o Boca Jrs. E seu segundo Mundial de Clubes em Yokohama sobre o Chelsea.
- 2013 no futebol: O Atlético MG vence a Copa Libertadores 2013 sobre o Olímpia.
- 2014 no futebol: A Copa do Mundo de Futebol de 2014 é realizada no Brasil, e tem como vencedora a Alemanha, que venceu o país-sede por 7 a 1 nas semifinais, dando o maior vexame de sua história. O Real Madrid vence a Liga dos Campeões da Europa de 2014 vencendo o Atlético de Madrid de virada por 4 a 1 na final.
  - Real Madrid se tornar a primeira equipe na história da Europa para ganhar 10 títulos europeus e vencer a Copa do Mundo de Clubes da FIFA pela primeira vez, batendo San Lorenzo na final.
- 2015 no futebol: A Copa do Mundo Feminina da FIFA foi realizada no Canadá, os Estados Unidos derrotam o Japão na final para vencer o torneio pela terceira vez. O Chile conquista a Copa América pela primeira vez após derrotar a Argentina na final. O prêmio de Melhor jogador do mundo pela FIFA foi para Lionel Messi pela quinta vez. A Austrália conquista a Copa da Ásia pela primeira vez. Joseph Blatter (1998-2015) termina seu mandato como presidente da FIFA e é substituído pelo presidente interino Issa Hayatou.
- 2016 no futebol: O prêmio de Melhor jogador/jogadora do mundo pela FIFA foi para Lionel Messi (Argentina, Barcelona) e Carli Lloyd (Houston Dash, Estados Unidos). Gianni Infantino é eleito presidente da FIFA. A Copa América Centenario foi jogada nos Estados Unidos, a primeira vez que o torneio foi realizado fora da América do Sul. Participaram 16 equipas da CONMEBOL e da CONCACAF, e o Chile venceu o torneio após derrotar a Argentina na final. O Campeonato Europeu de Futebol de 2016 foi realizado na França. Portugal derrota a França por 1-0 na final para conquistar seu primeiro grande campeonato. Em 28 de novembro o Voo LaMia 2933 proveniente de Santa Cruz de la Sierra, Bolívia, com destino ao Aeroporto Internacional José María Córdova em Rionegro, Colômbia transportando a delegação da Associação Chapecoense de Futebol que iria disputar a final da Copa Sul-Americana contra o Club Atlético Nacional de Medellin caiu próximo ao local chamado Cerro El Gordo em La Unión, Antioquia, ao se aproximar do aeroporto em Rionegro. As causas apontadas foram perda de controle devido a esgotamento do combustível e falha humana no descumprimento de protocolos de abastecimento. Entre passageiros e tripulantes, 71 pessoas morreram na queda do avião e seis foram resgatadas com vida. Pelo total de vítimas, esta tragédia torna-se a maior da história com uma delegação esportiva e a maior do jornalismo brasileiro. A utilização ao vivo do sistema VAR começou em agosto de 2016 na United Soccer League.[64] Um "monitor de campo" foi introduzido na Copa do Mundo de Clubes da FIFA de 2016, permitindo que os árbitros principais revissem as jogadas.[65]

- 2017 no futebol: O prêmio de Melhor jogador/jogadora do mundo pela FIFA foi para Cristiano Ronaldo (Portugal, Real Madrid) e Carli Lloyd (Houston Dash, Estados Unidos). A Juventus se tornou a primeira equipe na história do futebol italiano a conquistar 6 títulos nacionais seguidos e três títulos da Coppa Italia. O Conselho da FIFA reconheceu oficialmente todos os times europeus e sul-americanos que ganharam a Copa Intercontinental como campeões mundiais, mas sem unificar a Copa Intercontinental com a sua atual competição, a Copa do Mundo de Clubes da FIFA. A A-League, na Austrália, tornou-se a primeira liga a usar o sistema VAR num jogo de liga profissional, em 7 de abril de 2017[66]
- 2018 no futebol: O VAR é utilizado pela primeira vez na Copa do Mundo FIFA de 2018 na partida entre França e Austrália.[67]
- 2021 no futebol: O Palmeiras conquista o título da Copa Libertadores de 2020, em 30 de janeiro, sagra-se bicampeão da competição após vencer o Santos na decisão.[68]